# Dan Reynolds (nhạc sĩ)
Daniel ("Dan") Coulter Reynold (sinh ngày 14 tháng 7 năm 1987)  là một ca sĩ, nhạc sĩ và nhà sản xuất thu âm người Mỹ. Anh là giọng ca chính và là thành viên ban đầu duy nhất còn lại của ban nhạc pop rock Imagine Dragons. Reynold cũng đã phát hành một EP vào năm 2011, mang tên Ai Cập - EP,  dưới dạng một bộ đôi với vợ Aja Volkman dưới biệt danh Ai Cập. Anh là người nhận Giải thưởng Nhà hát Danh vọng của Nhà hát Ca khúc Hal David.

## Đầu đời
Reynold sinh ngày 14 tháng 7 năm 1987 tại Las Vegas, là con thứ bảy trong số chín người con (tám trai và một gái) của Christene M. (nhũ danh Callister) và Ronald Reynold, một luật sư và tác giả. Cả hai đều là người bản địa của Nevada và Reynold là một Nevadan thế hệ thứ 4. Khi còn là Hướng đạo sinh, anh ta đã đạt được cấp bậc Eagle Scout vào năm 2005. Reynold là thành viên của Giáo hội Các Thánh hữu Ngày sau của Chúa Giê Su Ky Tô (LDS). Khi anh 19 tuổi, anh tình nguyện làm việc truyền giáo toàn thời gian ở Nebraska trong hai năm.
Reynold đã viết bài hát "I Bet My Life" để kỷ niệm và suy ngẫm về mối quan hệ bền vững của anh ấy với cha mẹ. Sau khi tốt nghiệp trường trung học Bonanza, anh ấy đã theo học Đại học Nevada, Las Vegas (sau khi mất chứng thực giáo hội cho Đại học Brigham Young) và sau đó chuyển đến BYU sau khi phục vụ một nhiệm vụ LDS, nơi anh học về truyền thông, tiếp thị và âm nhạc và xuất sắc trong học tập. Khi còn ở BYU, anh ấy đã thành lập Imagine Dragons và chiến thắng trong cuộc chiến giữa các ban nhạc của trường trước khi rời đi để theo đuổi âm nhạc toàn thời gian.